# Basket Club d'Orchies
Il Basket Club d'Orchies è una società cestistica avente sede a Orchies, in Francia. Fondata nel 1922, gioca nel campionato francese.
Disputa le partite interne nella Pubeco Pévèle Arena, che ha una capacità di 5.000 spettatori.